# Paul Bartsch (Pfarrer)
Paul Bartsch (* 31. März 1901 in Borek, Provinz Posen; † 23. März 1950 bei Gransee) war ein deutscher römisch-katholischer Priester, der wegen seiner Seelsorge an polnischen Zwangsarbeitern im KZ Dachau inhaftiert war. Nach dem Zweiten Weltkrieg wurde er in der DDR Opfer eines Raubmordes.

## Leben

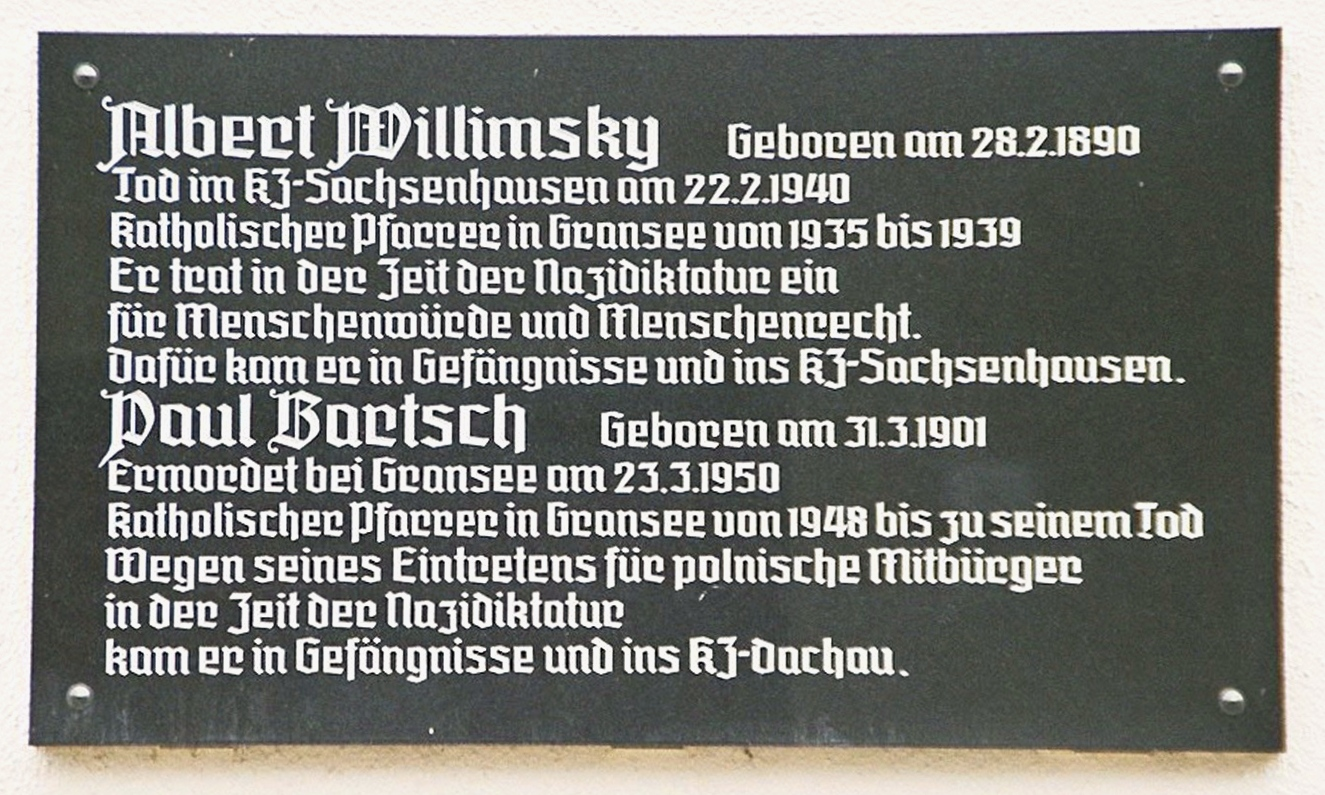
Gedenktafel für Albert Willimsky und Paul Bartsch am Pfarrhaus in Gransee in der Grünstraße

Paul Bartsch wuchs in Berlin auf und studierte in Breslau Katholische Theologie. Zum Ausbildungsprogramm gehörte ein vier Semester umfassendes Studium der polnischen Sprache als Vorbereitung für die Seelsorge an polnischen Minderheiten in Oberschlesien oder Hinterpommern sowie an polnischen Saisonarbeitern. Am 15. Februar 1925 empfing Paul Bartsch die Priesterweihe. Anschließend war er als Kaplan in den Gemeinden St. Mauritius in Berlin-Lichtenberg, Heilig Kreuz Frankfurt (Oder) und Mariä-Himmelfahrt in Berlin-Charlottenburg tätig.
Im Oktober 1934 übernahm Bartsch als Kuratus die Seelsorge in der Diasporagemeinde Cammin, die den gesamten Landkreis Cammin i. Pom. umfasste. Während des Zweiten Weltkriegs kümmerte sich Pfarrer Bartsch um polnische Zwangsarbeiter in seiner Pfarrgemeinde. Erstmals im Januar 1941 und schließlich Anfang Mai 1943 wurde er wegen dieser Tätigkeit verhaftet und verbrachte etwa zwei Jahre im Gefängnis und im Konzentrationslager Dachau. Nach 1945 Jahr blieb er zunächst im Bistum Augsburg, bevor er in sein Heimatbistum zurückkehren konnte. 1947 wurde ihm die Pfarrei St. Hubertus in Petershagen übertragen, von dort wurde er aber schon im Januar 1948 nach Gransee versetzt. Am 23. März 1950 wurde er auf dem Heimweg von einer Seelsorgsfahrt ermordet. Sein Grab befindet sich auf dem Friedhof in Gransee.